# Kepler-47c
Kepler-47c (també conegut com a Kepler-47(AB)-c i per la seva designació Kepler Object of Interest KOI-3154.02) és un exoplaneta que orbita al voltant del sistema estel·lar binari Kepler-47, el més extern dels tres planetes d'aquest tipus descobert per la nau espacial Kepler de la NASA]. El sistema, que també inclou altres dos exoplanetes, es troba a uns 3.400 anys llum (1.060 parsecs) de distància.

## Característiques

### Massa, radi i temperatura
Kepler-47c és un gegant gasós, un exoplaneta que es troba a prop de la mateixa massa i radi que els planetes Urà i Neptú Té una temperatura de 245 K (−28 °C; −19 °F). El planeta té un radi de 4,62 RT i no té superfície sòlida. Té una massa de 23 MT i podria tenir una atmosfera densa de vapor d'aigua.

### Estrelles amfitriones
El planeta orbita en una òrbita circumbinària al voltant d'un sistema estel·lar binari (Tipus G) i (Tipus M). Les estrelles giren entre si aproximadament cada 7,45 dies. Les estrelles tenen masses d'1,04 M☉ i 0,35 M☉ i radis de 0,96 R☉ i 0,35 R☉, respectivament. Tenen temperatures de 5636 K i 3357 K. A partir de les característiques estel·lars, és possible una edat estimada de 4-5 mil milions d'anys per al sistema. En comparació, el Sol té uns 4.600 milions d'anys and has a temperature of 5778 K. L'estrella primària és una mica pobre en metalls, amb una metal·licitat ([Fe/H]) de -0,25, o el 56% de la quantitat solar. La lluminositat de les estrelles (L☉) és del 84% i l'1% de la del Sol.
La magnitud aparent del sistema, o la brillantor que sembla des de la perspectiva de la Terra, és d'uns 15,8. Per tant, és massa fosc per ser vist a ull nu.

### Òrbita
Kepler-47c orbita al voltant de les seves estrelles progenitores cada 303 dies a una distància de 0,99 UA de les seves estrelles (gairebé la mateixa distància que la Terra orbita del Sol, que és d'aproximadament 1 ua). El planeta rep aproximadament el 87,3% de la quantitat de llum solar que rep la Terra. A diferència de la majoria dels planetes circumbinaris, Kepler-47c no sembla haver experimentat una migració significativa des de la seva formació.

## Habitabilitat

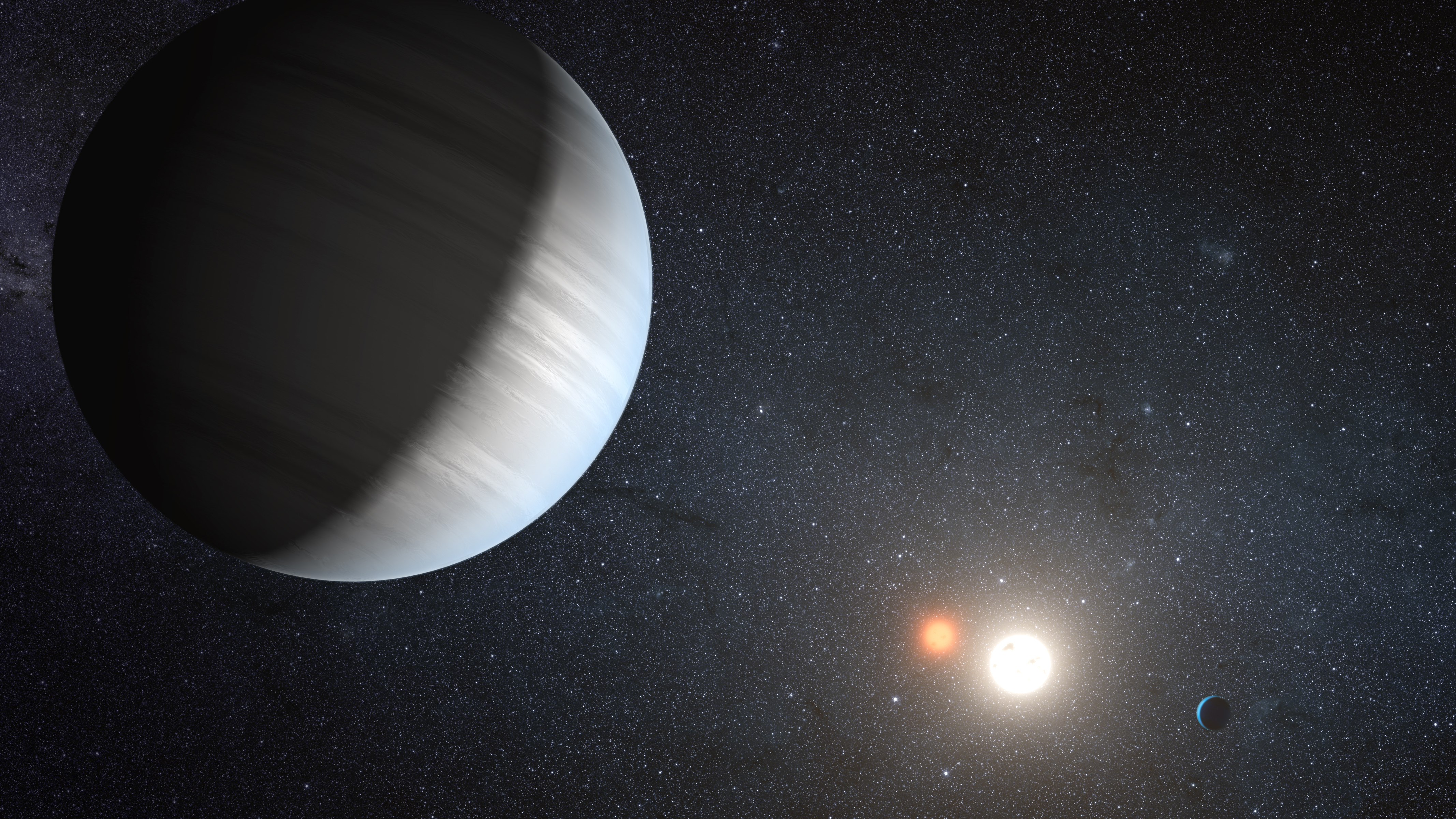
Impressió artística del sistema Kepler-47.

Kepler-47c resideix a la zona habitable circumbinària de les estrelles mare. L'exoplaneta, amb un radi de 4,63 RT, és massa gran com per ser probablement rocós, i per això és possible que el mateix planeta no sigui habitable. Hipotèticament, les llunes prou grans, amb una atmosfera i una pressió suficients, poden suportar aigua líquida i potencialment vida.
Per a una òrbita estable, la relació entre el període orbital Ps de la lluna al voltant de la seva primària i la de la primària al voltant de la seva estrella Pp ha de ser < 1/9, per exemple, si un planeta triga 90 dies a orbitar la seva estrella, l'òrbita màxima estable per a una lluna d'aquest planeta és inferior a 10 dies. Les simulacions suggereixen que una lluna amb un període orbital d'uns 45 a 60 dies romandrà lligada de manera segura a un planeta gegant massiu o nana marró que orbita 1 UA d'una estrella semblant al Sol. En el cas del Kepler-47c, això seria pràcticament el mateix per tenir una òrbita estable.
Els efectes de les marees també podrien permetre que la lluna mantingui la tectònica de plaques, la qual cosa faria que l'activitat volcànica reguli la temperatura de la lluna. i crear un efecte geodinamo que donaria al satèl·lit un camp magnètic fort.
Per suportar una atmosfera semblant a la Terra durant uns 4.600 milions d'anys (l'edat de la Terra), la lluna hauria de tenir una densitat semblant a la de Mart i almenys una massa de 0,07 MTerra. Una manera de disminuir les pèrdues per polvorització catòdica és que la lluna tingui un fort camp magnètic que pugui desviar el vent estel·lar i els cinturons de radiació. Les mesures de Galileo de la NASA indiquen que les llunes grans poden tenir camps magnètics; va trobar que la lluna de Júpiter Ganímedes té la seva pròpia magnetosfera, tot i que la seva massa és només de 0,025 MTerra.
La separació mínima estable d'estrella a planeta circumbinari és d'unes 2-4 vegades la separació de l'estrella binària, o el període orbital d'unes 3-8 vegades el període binari. Els planetes tenen semieixos majors que es troben entre 1,09 i 1,46 vegades aquest radi crític. La raó podria ser que la migració podria ser ineficient a prop del radi crític, deixant els planetes fora d'aquest radi. Kepler-47c es troba fora d'aquest límit crític, de manera que és molt probable que la seva òrbita es mantingui estable durant milers de milions d'anys.

## Descobriment
Kepler-47c, així com Kepler-47b, van ser descoberts per primera vegada per científics, tant de la NASA com de la Universitat de Tel-Aviv a Israel, emprant telescopi espacial Kepler. A més, les característiques planetàries d'ambdós objectes van ser identificades per un equip d'astrònoms de la Universitat de Texas a l'observatori McDonald d'Austin. Amdós planetes van ser descoberts després de transitar per les seves estrelles mares, i tots dos semblen estar orbitant al llarg del mateix pla.

## Importància
Abans del descobriment de Kepler-47c, es pensava que les estrelles binàries amb múltiples planetes no podien existir. Es creia que els problemes gravitatoris causats per les estrelles mares farien que qualsevol planeta circumbinari xoqués entre ells, col·lidissin amb una de les estrelles mare o sortissin d'òrbita. Tanmateix, aquest descobriment mostra que es poden formar múltiples planetes al voltant d'estrelles binaries, fins i tot a les seves zones habitables; i encara que Kepler-47c és molt probable que no pugui albergar vida, pot tenir llunes habitables, i altres planetes que podrien albergar vida poden orbitar sistemes binaris com ara Kepler-47.